# One of These Days
"One of These Days" je otvírací skladba alba Meddle, které Pink Floyd vydali roku 1971. Skladba je instrumentální (s výjimkou věty Nicka Masona "One of these days, I'm going to cut you into little pieces" pronesené "deformovaným" hlasem). Dalšími rysy této skladby je dvoustopá basová linka, kterou hrají David Gilmour a Roger Waters. Jedna z těchto bas zní vůči druhé tlumeně a "tupě". Podle Davida Gilmoura je to proto, že měl tento nástroj staré struny a bedňák, který měl obstarat nové, šel místo toho navštívit svou holku.

## Sestava
- David Gilmour - Kytara, Slide guitar, Baskytara
- Roger Waters - Baskytara
- Nick Mason - Bicí, páskové efekty, činely, hlas
- Richard Wright - Hammondovy varhany, Piano, zvukové efekty

Delicate Sound of Thunder/Pulse tour
- David Gilmour - Lap steel kytara
- Guy Pratt - Baskytara
- Nick Mason - Bicí, činely flourishes, hlas
- Richard Wright - Syntezátor
- Gary Wallis - Perkuse, zvláštní bicí na Pulse
- Tim Renwick - Kytara
- Jon Carin - Syntezátor